# Sergei Wiktorowitsch Pugatschow

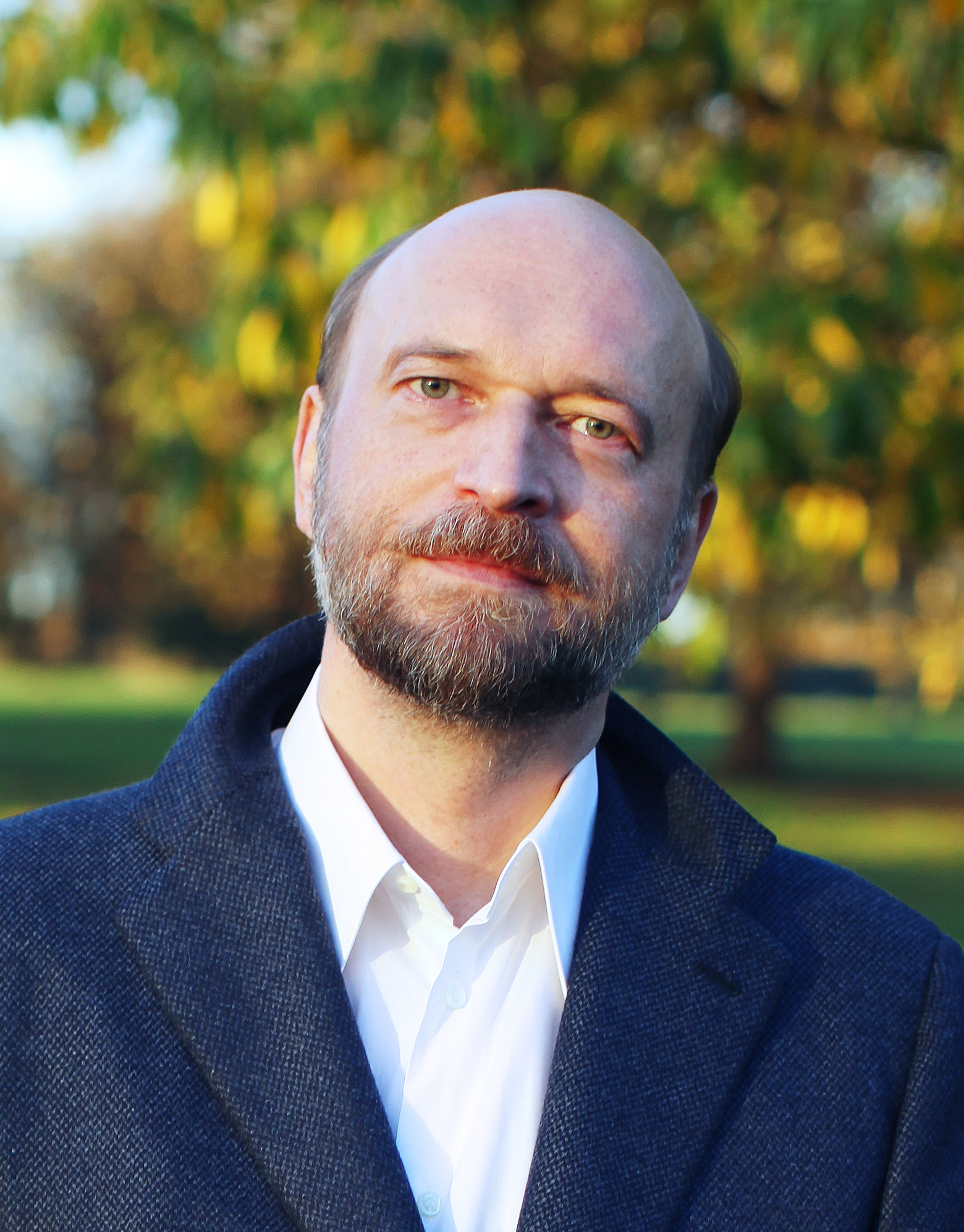
Sergei Pugatschow (2014)

Sergei Wiktorowitsch Pugatschow (russisch Сергей Викторович Пугачёв; * 4. Februar 1963 in Kostroma) ist ein russischstämmiger Oligarch, ehemaliger Bankier und ehemaliges Mitglied des inneren Kreises von Wladimir Putin.
Seit dem Jahr 1992 baute er die Meschprombank (Internationale Industriebank) auf, die 2010 pleiteging. Der Bankrott der Bank, die während der Finanzkrise Staatskredite von über einer Milliarde US-Dollar erhielt, galt als einer der größten Finanzskandale Russlands.
Von 2001 bis 2011 vertrat er die Republik Tuwa im russischen Föderationsrat. Außerdem besaß er enge Beziehungen zur Russisch-Orthodoxen Kirche.
Im Januar 2011 setzte er sich ins Ausland ab. Bis Mitte 2015 lebte er in London, seitdem in Nizza.
Die russische Regierung beantragte im November 2014 einen Interpol-Haftbefehl gegen ihn. Ein Londoner Gericht verhängte eine Vermögenssperre gegen ihn.
Pugatschow besitzt seit 2009 die französische Staatsbürgerschaft.
Pugatschow war eine Quelle für Catherine Beltons 2020 erschienenes Buch Putin's People. Ein russisches Unternehmen und zahlreiche russische Oligarchen, darunter Rosneft, Mikhail Fridman, Pjotr Olegowitsch Awen, Schalwa Chigirinsky und Roman Abramovich, reichten wegen Material in ihrem Buch im März und April 2021 im Vereinigten Königreich Klagen gegen HarperCollins und Belton, eine Reuters-Reporterin mit Sitz in London, ein.

## Sonstiges
Pugatschow gehörte zum innersten Zirkel von Boris Jelzin und war einer seiner Wahlkampfleiter bei der Präsidentschaftswahl in Russland 1996. Bei einem Interview behauptete Pugatschow später, seine Verbindungen zu den USA hätten eine entscheidende Rolle beim Sieg Jelzins gegen den Kommunistenführer Gennadi Sjuganow gespielt. Zudem soll die Idee, Wladimir Putin zum Nachfolger von Jelzin zu bestimmen, ebenfalls von ihm stammen.

## Privat
Pugatschow war mit Alexandra Tolstoy liiert.